# Месяц женской истории
Месяц женской истории — ежегодная международная акция, которая длится месяц. Цель акции — подчеркнуть вклад женщин в мировую историю и развитие современного общества.
Официально отмечается в марте в США, Великобритании, Австралии, в связи с Международным женским днём — 8 марта; в октябре — в Канаде, в связи с празднованием Дня личности 18 октября.
Низовые инициативы существуют также во Франции, Каталонии и России.

## История

### США

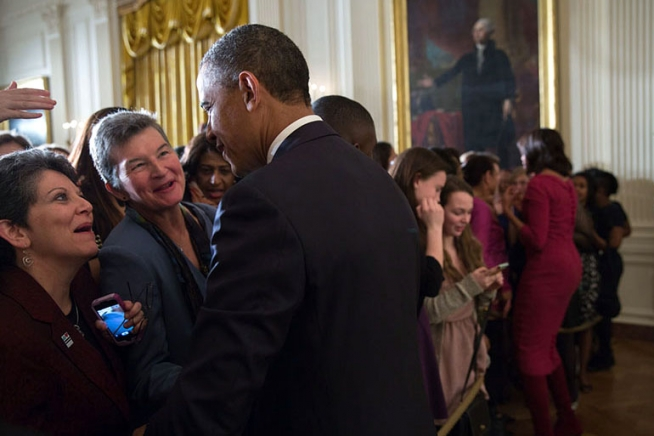
Приём в рамках Месяца женской истории в Восточном зале Белого дома 18 марта 2013 г.

#### Месяц женской истории
Месяц женской истории зародился как национальный праздник в 1981 году, когда Конгресс США выпустил закон, который провозглашал «Неделю женской истории», начинающуюся с 7 марта 1982 года. В течение следующих 5 лет Конгресс продолжал выпускать резолюции, утверждающие «Неделю женской истории».
В 1987 году НКО «Национальный проект женской истории» добилась признания правительством марта — месяцем женской истории.
В марте 2011 года администрация Барака Обамы выпустила отчет «Женщины в Америке: индикаторы социального и экономического благополучия», в котором было показано положение женщин в США в 2011 году и динамика социальных показателей, касающихся женщин в США. Этот отчет стал первым всеобъемлющим федеральным отчетом о женщинах после отчета, подготовленного Комиссией по положению женщин в 1963 году.
Президентская комиссия по празднованию месяца женской истории Америки спонсировала общественные прения во многих штатах США.

#### Президентские провозглашения Недели женской истории
1980 (прокрутите вниз) Архивная копия от 29 сентября 2014 на Wayback Machine 
 1982 г. 
 1983 г. 
 1984 г.
 1985 г.
 1986 г.

#### Ежегодные темы Месяца истории женщин, объявленные Национальным проектом истории женщин
- 1987: «Поколения мужества, сострадания и убежденности»[6]
- 1988: «Возвращая прошлое, переписывая будущее»
- 1989: «Наследие силы и видения»
- 1990: «Мужественные голоса — эхом в нашей жизни»
- 1991: «Воспитание традиций, содействие изменениям»
- 1992: «Пэчворк многих жизней»
- 1993: «Откройте для себя новый мир»
- 1994: «В каждом поколении действие освобождает наши мечты»
- 1995: «Обещания сдержать»
- 1996: «Взгляните на историю по-новому»
- 1997: «Прекрасная и давняя традиция лидерства в сообществе»Программа «Женщины в истории» США, 2003
- 1998: «Жить по наследству»

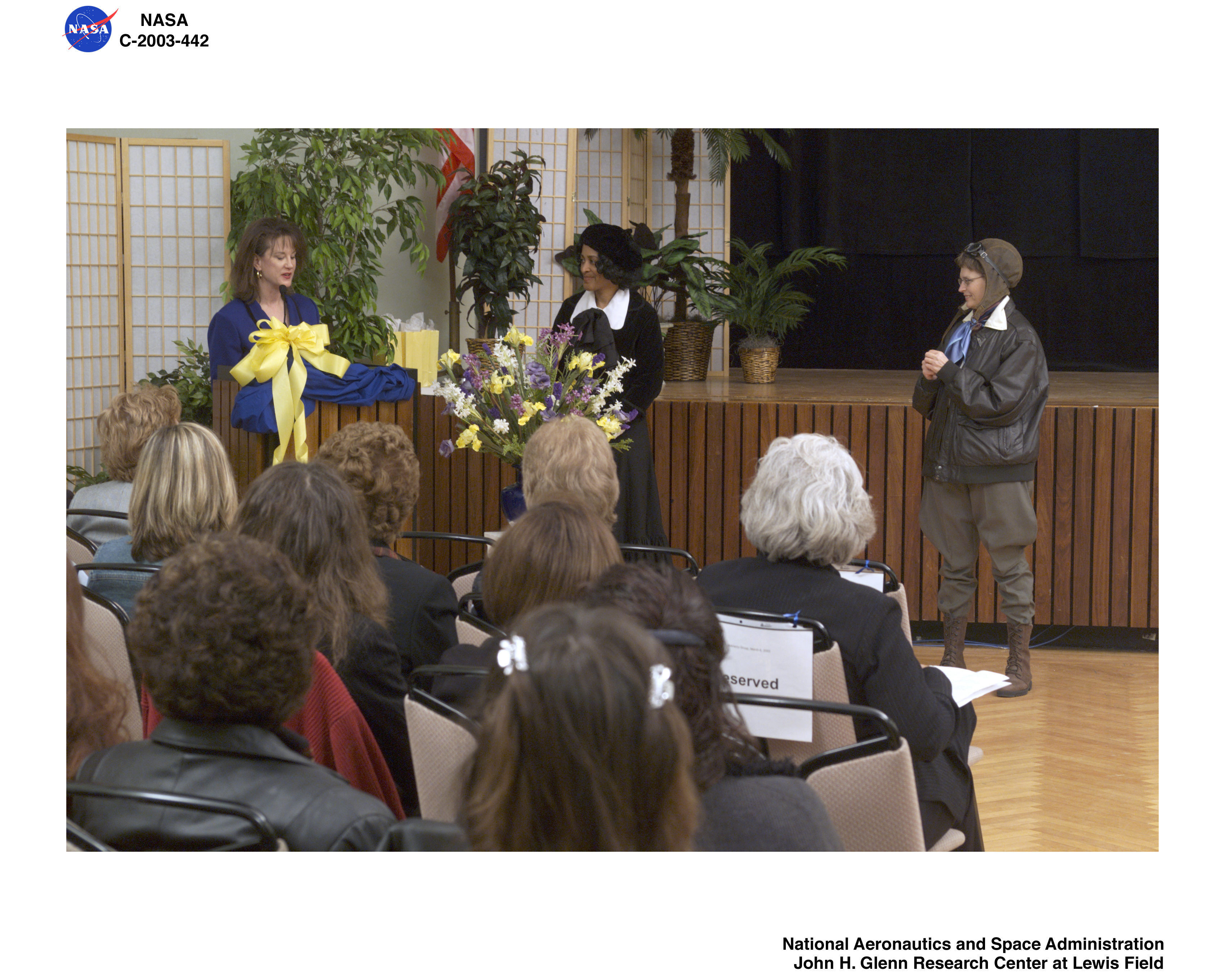
Программа «Женщины в истории» США, 2003

- 1999: «Женщины ставят свой отпечаток на Америку»
- 2000: «Необычайный век для женщин 1900—2000»
- 2001: «День храбрости и дальновидности женщин»
- 2002: «Женщины, поддерживающие американский дух»
- 2003: «Женщины — первопроходцы будущего»
- 2004: «Женщины, вселяющие надежду и возможности»
- 2005: «Женщины меняют Америку»
- 2006: «Женщины, строители сообществ и мечтаний»
- 2007: «Поколения женщин, двигающие историю вперед»
- 2008: «Женское видение женского искусства»
- 2009: «Женщины играют ведущую роль в спасении нашей планеты»
- 2010: «Возвращение женщин в историю»[7]
- 2011: «Наша история — наша сила»[8]
- 2012: «Женское образование — расширение прав и возможностей женщин»[9]
- 2013: «Женщины, вдохновляющие на инновации через воображение: чествование женщин в науке, технологиях, инженерии и математике»[10]
- 2014: «Празднование женщин с характером, отвагой и целеустремленностью»[11]
- 2015: «Плетение историй из жизни женщин»[12]
- 2016: «Работа над формированием более совершенного союза: почитание женщин на государственной службе и в правительстве»[13]
- 2017: «В память о женщинах-новаторах в сфере труда и бизнеса»[14]
- 2018: «Тем не менее, она настаивала: почитая женщин, которые борются со всеми формами дискриминации в отношении женщин», имея в виду замечание Митча МакКоннелла «Тем не менее, она настаивала» на Элизабет Уоррен.[15]
- 2019: Дом «Мечтатели: борцы за мир и ненасилие»[16]
- 2020: «Доблестные голосующие»[17]

### Канада
Месяц женской истории был провозглашен в Канаде в 1992 году, и его цель — дать канадцам «возможность узнать о важном вкладе женщин и девочек в общество — и в качество нашей жизни сегодня». Октябрь был выбран, для того чтобы приурочить к празднованию 18 октября — годовщины решения суда по делу Edwards v. Канада, более известному как «Дело о людях», в котором было установлено, что канадские женщины имеют право быть назначенными сенаторами и в целом имеют те же права, что и канадские мужчины, в отношении политической власти.

### Россия
С 2017 года виртуальный месяц женской истории на русском языке проводит Московский женский музей Группа в Facebook Этот же коллектив с 8 мая 2012 года проводит в России Женскую историческую ночь. https://www.svoboda.org/a/27943447.html

#### Годовые темы
В России в рамках месяца рассматривались следующие темы (ведет их Любава Малышева, если не указано другое):
2017: Один день — один музей (про женские музеи по всему миру)
2017—2019: Один день — один фильм
2017: Картонная Марта (путешествие норвежской феминистки по российской реальности) https://www.svoboda.org/a/28773680.html
2018: Первая журналистка
2018: Безусловный основной доход
2019: Женщины в астрономии
2019: Истории жертв фемицида
2020—2022: Женщины-рома (проект ведет Илона Махотина)
2020: Веганфеминистка
2020: Бойкотекс (месяц менструальной гигиены)
2021: Наталья Горбаневская — 85
2021: Женщины-путешественницы
2021: Медицинский фемицид
2021: Женская книжная полка (проект ведет Татьяна Пушкарёва)
2022—2023: Месяц женской української истории

### Украина
Месяц женской истории на украинском языке проводит Центр гендерной культуры.

### Австралия
Месяц женской истории впервые был отмечен в Австралии в 2000 году по инициативе Хелен Леонард, организатора Национального женского медиа-центра, работающего с женским избирательным лобби . Организация ежегодных празднований Месяца женской истории является частью работы Австралийского женского исторического форума .

#### Годовые темы
С 2005 года ежегодное празднование Месяца женской истории в Австралии сосредоточено на следующих темах:
- 2013: В поисках матерей-основательниц[19]
- 2012: Женщины с планом: архитекторы, градостроители и ландшафтные архитекторы[20]
- 2011: Женщины в продовольственном бизнесе[21]
- 2009: Женщины-депутаты[22]
- 2008: Женщины с миссией: австралийские женщины делают вклад за границу[23]
- 2007: Рука об руку: женщины из числа коренного и некоренного населения работают вместе[24]
- 2006: Музыкальные красавицы: Женщины в музыке[25]
- 2005: Чествование веселых женщин[26]

### Великобритания
Месяц женской истории отмечается в Британии на всех уровнях — его проводят госучреждения, школы, общественные и политические организации, медиа. Страница на сайте BBC https://www.bbc.co.uk/teach/teach/womens-history-month-international-womens-day/z7rr6v4
Королевский музей Гринвич 2020 https://www.rmg.co.uk/see-do/women
Профсоюз PSC 2020 https://www.pcs.org.uk/equality/guidance-and-resources/international-womens-day
Haringey London 2020 https://www.haringey.gov.uk/libraries-sport-and-leisure/culture/exploring-haringey/womens-history-month